# Mizuho-Rugbystadion
Das Mizuho-Rugbystadion (engl. Mizuho Rugby Stadium), in Japan das Mizuho-Park-Rugbystadion der Stadt Nagoya (jap. Nagoya-shi Mizuho kōen ragubī-jō, jap. 名古屋市瑞穂公園ラグビー場), seit April 2015 Paroma Mizuho ragubī-jō (パロマ瑞穂ラグビー場, engl. Paloma Mizuho Park Rugby Field), aus Namensrechten mit Katalytofenhersteller Paloma, ist ein Rugbystadion in Bezirk Mizuho von Nagoya, der Hauptstadt der japanischen Präfektur Aichi. Es wird zurzeit meistens für Rugby-Union-Spiele, aber auch für Fußballspiele verwendet. Das Stadion bietet 15.000 Zuschauern Platz und wurde 1941 erbaut. Es war einer der Austragungsorte der U-17-Fußball-Weltmeisterschaft 1993. Es liegt im städtischen Paloma-Mizuho-Sportpark (Paroma Mizuho sports park, vor Verkauf der Namensrechte Nagoya-shi Mizuho undō kōen), in dem sich unter anderem  auch ein Leichtathletikstadion und ein Baseballstadion befinden.